# Kim Jansson
Kim Jansson, född 10 januari 1991, är en svensk skådespelare.
Jansson debuterade år 2000 i SVT:s ungdomsserie Barnen på Luna. Därefter har hon medverkat i flera TV-serier och 2003 gjorde hon långfilmsdebut i filmen Misa mi. Hon har även gått en kurs på Vår teater i Stockholm.

## Filmografi
- 2000 – Barnen på Luna (TV-serie)
- 2001 – Spökafton – Regnspöken
- 2003 – Misa mi
- 2006 – Världarnas bok (TV-serie)
- 2007 – Höök (TV-serie)
- 2008 – Oskyldigt dömd (TV-serie)
- 2011 – Arne Dahl: Misterioso (TV-serie)